# Las Majadas
Las Majadas è un comune spagnolo di 284 abitanti situato nella comunità autonoma di Castiglia-La Mancia.